# Andreas Prochaska
Andreas Prochaska (Viena, 31 de dezembro de 1964) é um editor e cineasta austríaco. Dirigiu o filme de 2014 The Dark Valley, a minissérie de 2017 Maximilian and Marie of Bourgogne e a série de 2018 Das Boot, entre outros. 

## Filmografia parcial
| Ano       | Título                                            | Nota(s)                                                     |
| --------- | ------------------------------------------------- | ----------------------------------------------------------- |
| 2006      | Dead in 3 Days                                    |                                                             |
| 2010      | The Unintentional Kidnapping of Mrs. Elfriede Ott |                                                             |
| 2010–2021 | Anatomy of Evil                                   | 9 episodes                                                  |
| 2011      | A Day for a Miracle                               | Venceu-Emmy Internacional de Melhor Telefilme ou Minissérie |
| 2014      | The Dark Valley                                   |                                                             |
| 2014      | Sarajevo                                          | Telefilme                                                   |
| 2017      | Maximilian and Marie de Bourgogne                 | Minissérie                                                  |
| 2018      | Das Boot                                          | Série de TV                                                 |
| 2020      | Alex Rider                                        | Série de TV                                                 |